# Lophocampa subvitreata
Lophocampa subvitreata är en fjärilsart som beskrevs av Rothschild 1922. Lophocampa subvitreata ingår i släktet Lophocampa och familjen björnspinnare. Inga underarter finns listade i Catalogue of Life.